# Eberhard Gothein
Eberhard Gothein (Neumarkt, 29 ottobre 1853 – Berlino, 13 novembre 1923) è stato uno storico ed economista tedesco, fautore della Storia culturale, è ricordato per i suoi lavori di storia economica, per i suoi studi sulla Controriforma, e per la sua ottima conoscenza della storia italiana.

## Biografia

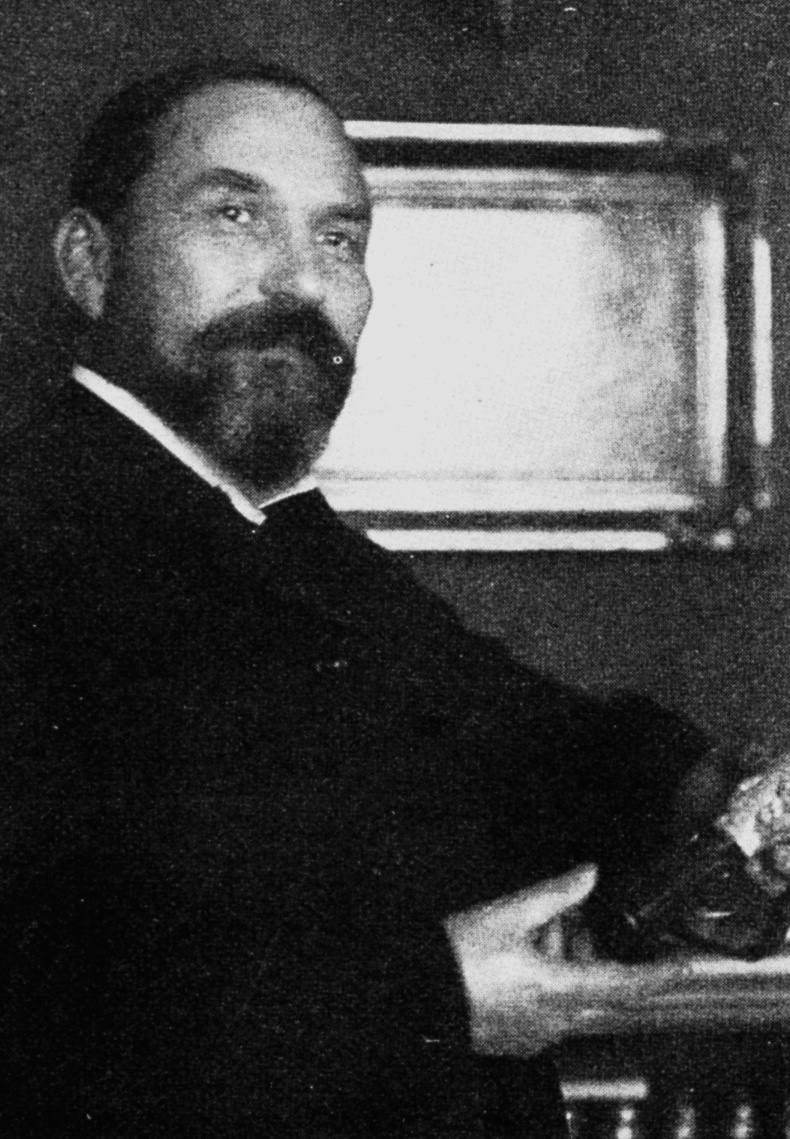
Eberhard Gothein (foto del 1907)

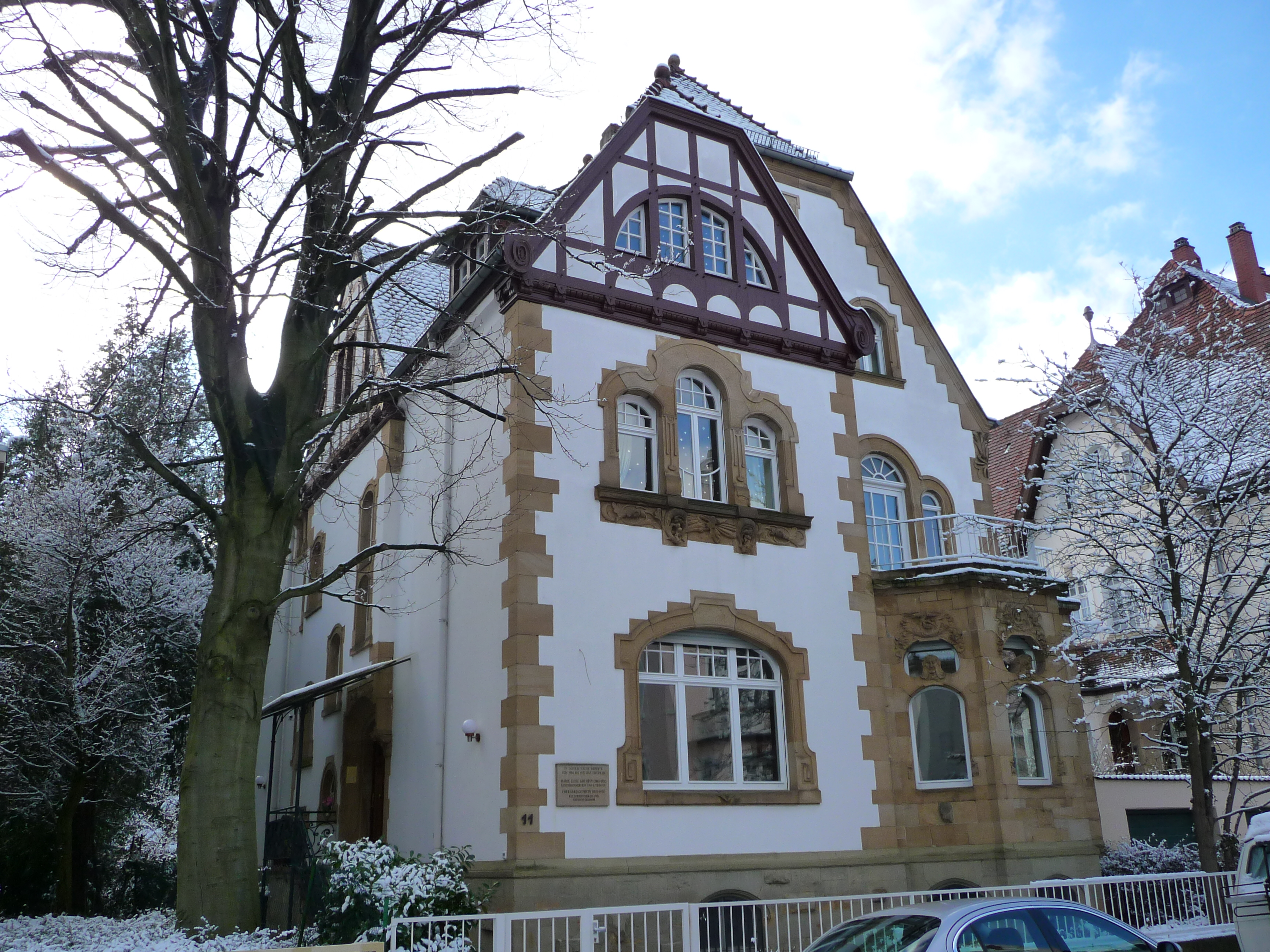
Heidelberg, abitazione della famiglia Gothein

Eberhard Gothein nacque in Bassa Slesia, regione appartenente all'epoca al Regno di Prussia e passata alla Polonia dopo il 1945. Appartenente a una famiglia di ascendenze israelite ma di fede evangelica, frequentò gli studi liceali a Breslavia, e quindi studiò nelle università di Breslavia e di Heidelberg, interessandosi soprattutto di storia dell'economia. Conseguita nel 1877 l'abilitazione a Breslavia, fu professore di economia politica dapprima al Karlsruher Institut für Technologie (1885-1890), poi a Bonn (1890-1904) e infine ad Heidelberg, dove successe a Max Weber nella cattedra di economia. Nel 1914 fu nominato rettore dell'Università di Heidelberg, incarico che mantenne fino alla morte.
Gothein fu un acceso fautore dalla Kulturgeschichte (Storia culturale). Attorno al 1890 sostenne una polemica con Dietrich Schäfer in difesa della Kulturgeschichte. Si dedicò agli studi sulla Controriforma e in particolare si interessò alla storia della Compagnia di Gesù; il suo lavoro sullo Stato cristiano-sociale dei gesuiti nel Paraguay del 1883 è giudicato ancora fondamentale.
Nel 1919 fu eletto nelle file del Partito Democratico Tedesco all'Landtag der Republik Baden (Assemblea Costituente della Repubblica del Baden).
Eberhard Gothein sposò nel 1885 Marie Luise Gothein, nota come storica dell'arte dei giardini. Dal matrimonio nacquero quattro figli: Wolfgang (1886-1958), Wilhelm (1888-1914), Werner (1890-1968) e Percy (1896-1944); Wilhelm cadde in combattimento durante la prima guerra mondiale; Percy divenne un noto studioso di storia dell'arte e Werner divenne un noto artista figurativo. Il fratello minore di Eberhard Gothein, Georg (1857-1940) divenne nel 1919 ministro del tesoro nel gabinetto di Scheidemann.

## Opere (selezione)
Un elenco dettagliato delle pubblicazioni di Eberhard Gothein è disponibile nella biografia pubblicata da sua moglie Marie Luise.
- Politische und religiose Volksbewegungen vor der Reformation, Breslau : Verlag Von Wilhelm Koebner, 1878
- Der christlich-sociale Staat der Jesuiten in Paraguay, Leipzig : Duncker & Humblot, 1883. Edizione italiana: Lo Stato cristiano-sociale dei gesuiti nel Paraguay; traduzione di Giovanni Sanna, Venezia : La Nuova Italia, 1928; edizione anastatica, La Nuova Italia, 1987, ISBN 88-221-0351-3
- Ignatius von Loyola, Halle : Verein für Reformationsgeschichte, 1885. Edizione italiana: Ignazio di Loiola; traduzione di A. Bortolini, Venezia : La Nuova Italia, 1927
- Die Culturentwicklung Süd-italiens in Einzel-darstellungen, Breslau : Verlag von Wilhelm Koebner, 1886. Traduzione italiana: Il Rinascimento nell'Italia meridionale; traduzione, note e indici a cura di Tommaso Persico, Firenze : Sansoni, 1915
- L'arcangelo Michele: santo popolare dei Longobardi; traduzione dal tedesco del dott. G. B. Guarini, Trani : V. Vecchi, tipografo-editore, 1896
- Staat und Gesellschaft des Zeitalters der Gegenreformation (in Kultur der Gegenwart di Paul Hinneberg), Leipzig : Teubner Verlag, 1908. Edizione italiana: Stato e società nell'età della Controriforma; traduzione di Giuseppe Thiel, Venezia : La nuova Italia, dopo il 1925.